# Hard (album)
Hard – czwarty studyjny album amerykańskiego zespołu Jagged Edge. Został wydany w 2003 roku. Zadebiutował na 3. miejscu notowania Billboard 200. Został zatwierdzony jako złoto przez RIAA, ze sprzedażą ponad 500 000 egzemplarzy.

## Lista utworów
|     | Tytuł                                                                    | Czas |
| --- | ------------------------------------------------------------------------ | ---- |
| 1.  | „They Ain't J.E.”                                                        | 3:38 |
| 2.  | „Walked Outta Heaven”                                                    | 4:30 |
| 3.  | „Girls Gone Wild” (featuring Major Damage)                               | 4:24 |
| 4.  | „Visions”                                                                | 4:16 |
| 5.  | „Hard”                                                                   | 4:21 |
| 6.  | „Dance Floor”                                                            | 3:16 |
| 7.  | „Trying to Find the Words”                                               | 4:02 |
| 8.  | „What's It Like”                                                         | 4:23 |
| 9.  | „Tryna Be Your Man”                                                      | 3:18 |
| 10. | „I Don't Wanna”                                                          | 4:59 |
| 11. | „In Private”                                                             | 3:52 |
| 12. | „In the Morning”                                                         | 5:30 |
| 13. | „Shady Girl”                                                             | 3:20 |
| 14. | „Car Show” (featuring Big Boi) (bonus track)                             | 4:41 |
| 15. | „They Ain't J.E.” (Remix) (featuring Street Katz & Woonie) (bonus track) | 5:39 |
| 16. | „On My Way (After the Club)” (bonus track)                               | 4:34 |